# Флогије
Флогије је у грчкој митологији било име више личности.

## Етимологија
Име Флогије има значење „ватрени“.

## Митологија
- Један од Долионијанаца, кога су убили Диоскури.[2]
- Дејмахов син, који се, заједно са својом браћом, придружио Хераклу у походу против Амазонки, али се одатле није вратио, већ се касније придружио Аргонаутима.[2][3]
- Нон је помињао два јунака са овим именом. Један је био Еулејев син, индијски поглавар, који се борио против Диониса. Други је у истом рату био Дионисов савезник. Био је Строфијев син и убио га је Мореј.[2]

## Биологија
Латинско име ових личности (Phlogius) је назив за род паука.